# Wiltinger Scharzhofberg

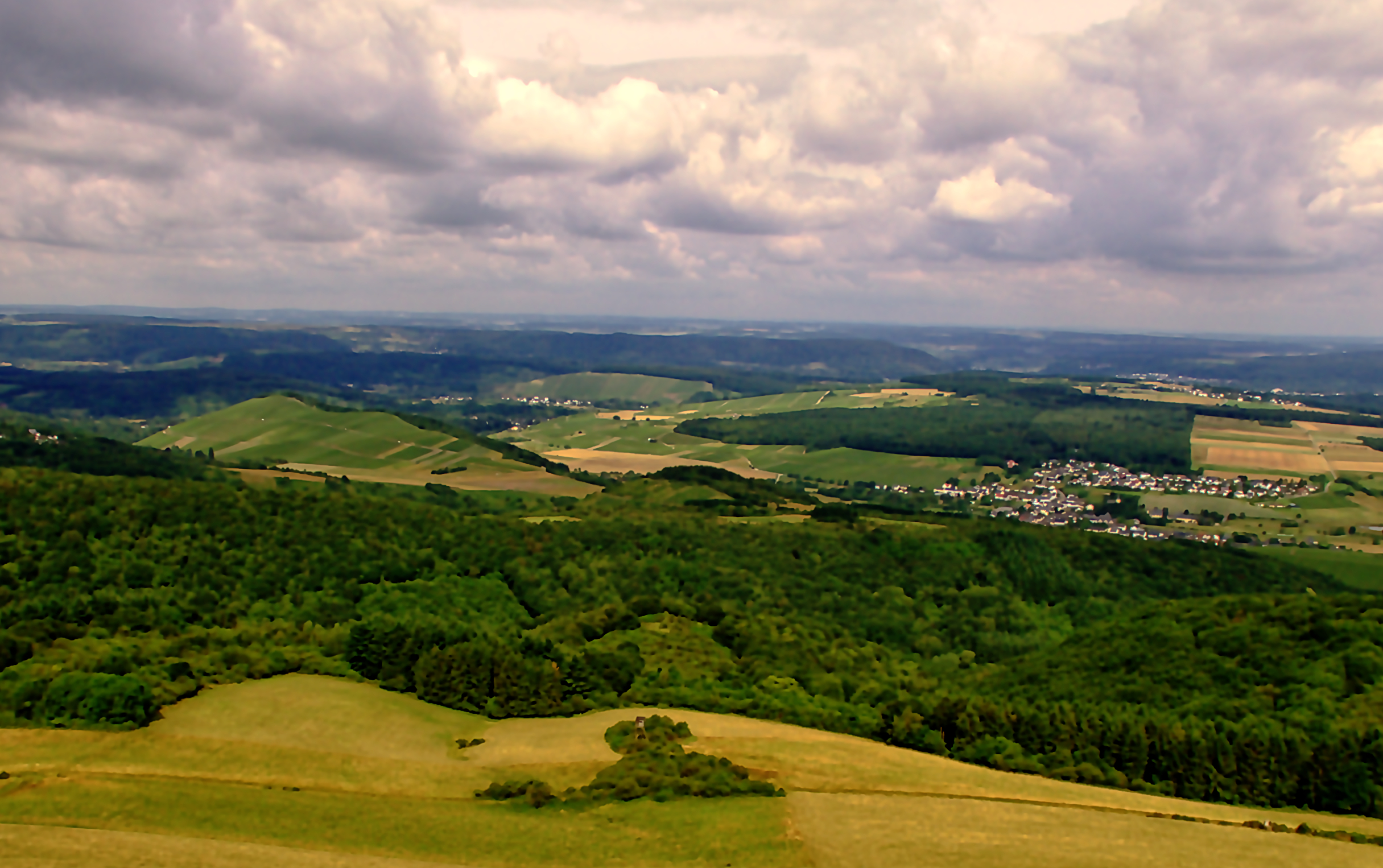
Wiltinger Scharzhofberg (links im Bild) von der B 268 aus gesehen, rechts liegt Oberemmel, links im Hintergrund der Kanzemer Altenberg

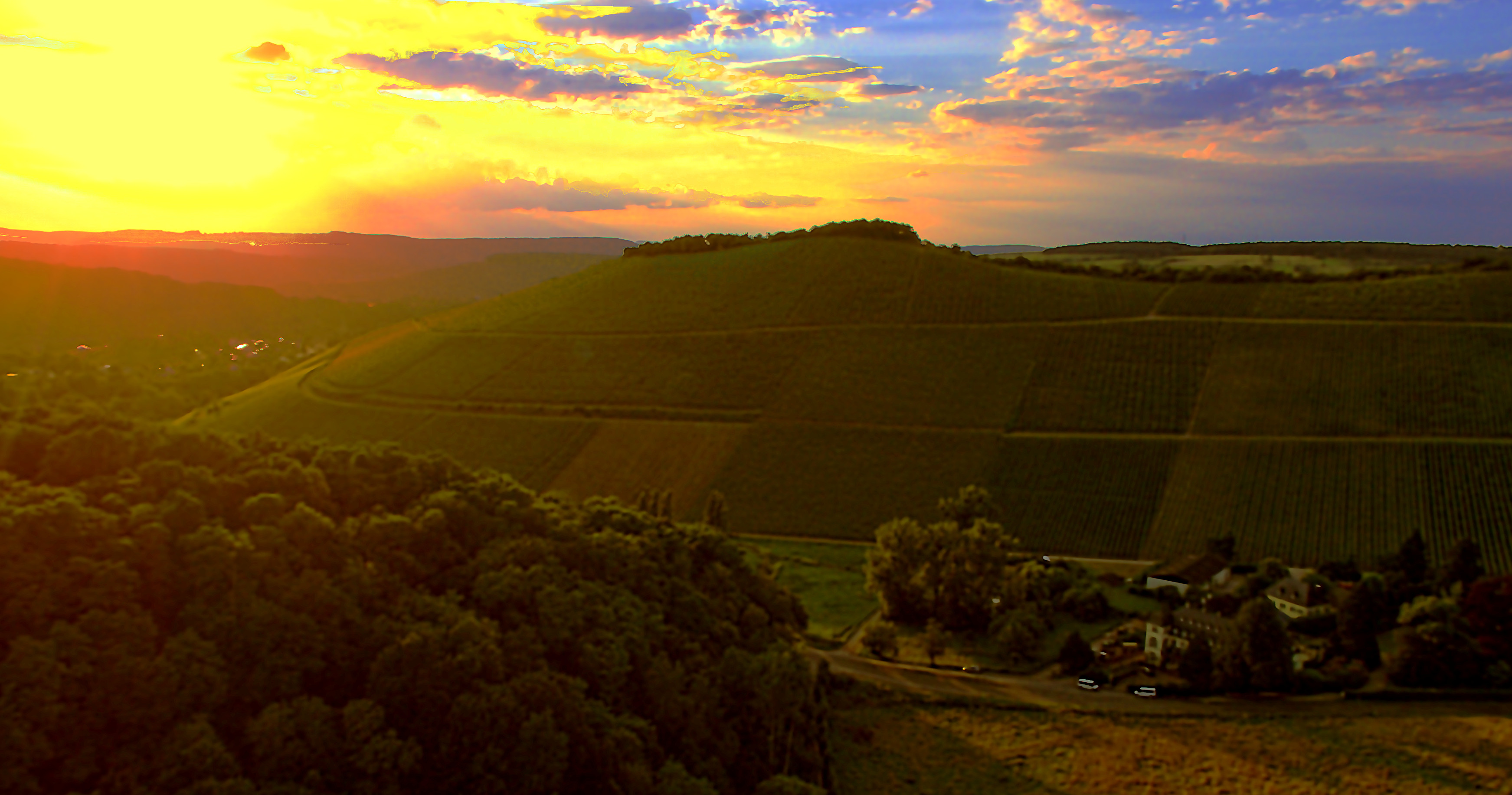
Scharzhofberg; links im Bild ist Wiltingen, rechts im Vordergrund die Scharzhöfe

Der Wiltinger Scharzhofberg ist ein in Ost-West-Richtung langgestreckter Hügel zwischen Wiltingen
und Konz-Oberemmel. An seiner Südseite befindet sich die gleichnamige weltberühmte Weinlage der Ortsgemeinde Wiltingen im Anbaugebiet Mosel, Bereich Saar.

## Weinlage
Die 28,1 Hektar große Steillage liegt in Wiltingen nördlich der Straße L 138 an einem Hang in südlicher Ausrichtung. Die Hangneigung reicht von 30 bis 60 Prozent. Der Boden besteht aus verwittertem Schiefer mit einem sehr hohen Gesteinsanteil sowie eisenhaltigen, tonigen Anteilen. Die Lage ist ausschließlich mit Riesling bepflanzt.
Der Scharzhofberg hat eine Sonderstellung im Weinrecht, da er trotz seines Renommées nicht als Einzellage in der Rheinland-Pfälzischen Weinbergsrolle eingetragen ist, der gesamte Bereich ist als "Einzellagenfrei in der Großlage Scharzberg" deklariert, weshalb auch auf den Ortsnamen bei der Ortsangabe verzichtet wird, die Angabe "Scharzhofberger" auf dem Weinetikett ist daher weinrechtlich ein Phantasiename. Gleichwohl ist die Lage eine der hochwertigsten in Deutschland, der Verband Deutscher Prädikatsweingüter (VDP) hat auf privatrechtlicher Basis den gesamten Bereich als "VDP Große Lage" klassifiziert (23,5 ha als "Scharzhofberger", 5,4 ha als Scharzhofberger Pergentsknopp"). Weiters dürfen die Mitglieder des Bernkasteler Rings ihre Weine aus der Lage unter bestimmten qualitativen Bedingungen als Große Gewächse vermarkten. Es ist zu beachten, dass die Großlage Scharzberg sich über den Scharzhofberg selbst weiter hinaus erstreckt und weitere umgebende Einzellagen umfasst.

## Geschichte
1030 vermachte Propst Adalbero dem Trierer Benediktinerkloster St. Maria ad Martyres gut fünf Hufen Land. 1239 wurde erstmals ein Kelterhaus auf dem Scharzhof erwähnt (das 1905 abgerissen wurde). 1314 erhielt das Kloster vier Morgen Weinberge, vermutlich auf dem Scharzhofberg. 1719 ließ das Kloster den heutigen Alten Scharzhof erbauen, eine dreiflügelige Barockanlage mit Nebengebäuden.
Das Trierer Marienkloster wurde unter Napoleon aufgelöst, 1804 bis 1807 wurden die Klosterkirche und Teile des Klosters abgerissen. Schon 1801 war der Scharzhof versteigert worden. Der Ersteigerer war – im Auftrag des bisherigen Abtes Placidus Mannebach – der Benediktinerpater Johann Jakob Koch, Pfarrer von Wiltingen. Koch heiratete aber wenige Jahre später seine Haushälterin und vertrieb seine früheren Mitbrüder aus dem Weingut, das er für sich behielt. Der Alte Scharzhof wurde von seiner Tochter Clara, die den väterlichen Bruch des Zölibats wiedergutmachen wollte, später an die Hohe Domkirche St. Peter zu Trier verkauft, die ihn vom Betrieb der Bischöflichen Weingüter bis heute bewirtschaften lässt. Der Neue Scharzhof blieb im Besitz der Familie Koch und gelangte durch Erbschaft an die Familie Egon Müller, die ihn bis heute betreibt.

## Anteilseigner
Folgende Weingüter haben heute Besitz im Scharzhofberg:
- Egon Müller-Scharzhof (8,4 ha)
- Bischöfliche Weingüter (Trier) (6,3 ha)[4]
- Weingut Reichsgraf von Kesselstatt (6,6 ha)
- Weingut von Hövel (2,8 ha)
- Weingut van Volxem (2 ha)
- Vereinigte Hospitien (1,98 ha)
- Johannes Peters (0,5 ha)
- Weingut Georg Graf von Walderdorff (623 m²)

## Filme
- Mythos Scharzhofberg – Der teuerste Weißweinberg der Welt. Dokumentarfilm, Deutschland, 2017, 29:37 Min., Buch und Regie: Paul Weber, Produktion: SWR, Reihe: made in Südwest, Erstsendung: 22. November 2017 bei SWR Fernsehen, Inhaltsangabe von ARD, online-Video.

- Weinwelten – Der teuerste Wein der Welt. Fernseh-Reportage, Deutschland, 2011, 4:18 Min., Buch und Regie: Michael Bär, Produktion: Deutsche Welle (DW), Redaktion: euromaxx, Reihe: Weinwelten, Erstsendung: 10. Oktober 2011 bei DW, Inhaltsangabe und online-Video von DW.